# Бхопал (штат)

Бхопал на карте Индии

Штат Бхопал — штат Индии, существовавший в 1949—1956 годах.
Наваб Бхопала до последнего противился вхождению в состав Индийского Союза, а в марте 1948 года высказал желание о том, чтобы княжество стало отдельным независимым государством. В декабре 1948 года в княжестве начались волнения, и 30 апреля 1949 года наваб был вынужден всё-таки подписать соглашение о вхождении княжества в состав Индии. 1 июня 1949 года княжество было преобразовано в штат категории «C» со столицей в Бхопале.
В 1952 году в штате состоялись выборы в Законодательную Ассамблею. Из 30 мест 28 получил Индийский национальный конгресс, 1 — Хинду Махасабха, 1 — независимый кандидат. Первым премьер-министром штата 20 марта 1952 года был избран Шанкар Даял Шарма.
В 1956 году, в соответствии с Актом о реорганизации штатов, штаты Бхопал, Мадхья-Бхарат и Виндхья-Прадеш были присоединены к штату Мадхья-Прадеш, столицей которого стал город Бхопал.